# Receiver of Wreck
A Receiver of Wreck (magyarul körülbelül a roncsok átvevője) a brit kormány egyik tisztviselője, akinek a hivatalát a Merchant Shipping Act 1995 (Törvény a kereskedelmi hajózásról) határozza meg. Fő feladata a roncsokról szóló jelentések feldolgozása annak érdekében, hogy a jogos tulajdonosoknak legyen esélyük visszaszerezni a tulajdonukat, és hogy biztosítsa, hogy a törvénytisztelő megtalálók megfelelő jutalomban részesedjenek.
Ehhez fel kell kutatnia a roncs tulajdonosát, egyeztetnie kell a megtaláló, a tulajdonos és más érdekelt felek, például régészek és múzeumok között.
A Receiver of Wrecket időnként a tengerek halottkémének nevezik. A brit törvények alapján a Receiver of Wrecket a partra vetett bálnákról, delfinekről, barna delfinekről és tokfélékről (királyi halakról), valamint a hajózási útvonalakat zavaró bálnatetemek eltávolításáról is tájékoztatni kell. A Közlekedési Minisztériumon belül, a Tengeri és Partiőrségi Ügynökségen belül tevékenykedik. 1993-ig a feladatot a parti vámhivatalnokok végezték. Manapság a Receiver of Wreck Southamptonban van, és a Partiőrség helyi kirendeltségei segítik. A jelenlegi hivatalnok a pozícióban Graham Caldwell.
Kanadának is van egy Receiver of Wreckje, akit a Canada Shipping Act VI-os része hatalmaz fel, a program végrehajtását a Transport Canada hajózható vizek védelméért felelős osztálya végzi.

## Roncsok
A Merchant Shipping Act 1995 alapján roncsnak számítanak:
- azok az áruk, amelyek egy elsüllyedt vagy megsemmisült hajóból kerültek ki, és úsznak a vízen (angolul flotsam);
- az elsüllyedést elkerülendő, a hajó könnyítése érdekében a vízbe dobott áruk, még akkor is, ha a hajó végül elsüllyed (angolul jetsam);
- a tengeren a visszaszerzés nélkül elhagyott tulajdon, beleértve hajót és rakományt is (angolul derelict);
- a később elpusztuló hajóból kidobott olyan áruk, amelyek ki vannak bójázva, hogy később megtalálhatóak legyenek (angolul lagan vagy ligan).

## Törvényi kötelezettségek az Egyesült Királyságban
Törvényi követelmény a Merchant Shipping Act 1995 alapján, hogy az összes megmentett roncsot, mely az Egyesült Királyságban ér partot, jelenteni kell a Receiver of Wrecknek, akár a területi vizeken belül, akár azokon kívül mentették meg őket, továbbá akkor is, ha a megtaláló a tulajdonos maga. A Receiver of Wreck kivizsgálja a tulajdonlást. A tulajdonosnak egy éve van, hogy bebizonyítsa jogát az adott roncshoz. Ez alatt az idő alatt gyakori, hogy a megtaláló vigyáz a roncsra a Receiver of Wreck helyett, amíg a vizsgálatok folynak.
Azok a roncsok, amelyekre senki nem nyújt be egy év alatt igényt, a Korona tulajdonai lesznek, és a Receiver of Wreck kötelessége, hogy megszabaduljon tőle. Gyakran a megtalálónak megengedik, hogy megtartsa a nem igényelt roncsokat a megtalálói jutalom kifizetése helyett.

## Fordítás
- Ez a szócikk részben vagy egészben  a   Receiver of Wreck című angol Wikipédia-szócikk ezen változatának fordításán alapul.  Az eredeti cikk szerkesztőit annak laptörténete sorolja fel. Ez a jelzés csupán a megfogalmazás eredetét és a szerzői jogokat jelzi, nem szolgál a cikkben szereplő információk forrásmegjelöléseként.

## Külső hivatkozások
- Roncsbejelentő nyomtatvány Archiválva 2008. július 6-i dátummal a Wayback Machine-ben
- Maritime and Coastguard Agency Archiválva 2007. május 16-i dátummal a Wayback Machine-ben
- BBC History - Receiver of Wreck
- Kanadai Receiver of Wreck